# Saison 2015-2016 du Liverpool FC
Maillots
Chronologie
Saison précédente Saison suivante
La saison 2015-2016 du Liverpool Football Club est la vingt-quatrième saison du club en Premier League, premier niveau hiérarchique du football anglais, depuis sa fondation en 1992.
Le club est engagé cette saison-là en Premier League, en Coupe d'Angleterre, en Coupe de la Ligue anglaise et en Ligue Europa.

## Effectif professionnel 2015-2016
Le premier tableau liste l'effectif professionnel du Liverpool FC pour la saison 2015-2016. Le second recense les prêts effectués par le club lors de cette même saison.

## Transferts
| Nom               | Nationalité | Transfert                                                    | Provenance/Destination | Division       |
| ----------------- | ----------- | ------------------------------------------------------------ | ---------------------- | -------------- |
| Arrivées          |             |                                                              |                        |                |
| Ádám Bogdán       | Hongrie     | Transfert (Libre)                                            | Bolton                 | Premier League |
| Nathaniel Clyne   | Angleterre  | Transfert (15,5 millions d'euros + 2 millions d'euros bonus) | Southampton            | Premier League |
| James Milner      | Angleterre  | Transfert (Libre)                                            | Manchester City        | Premier League |
| Roberto Firmino   | Brésil      | Transfert (30 millions d'euros + 10 millions d'euros bonus)  | TSG 1899 Hoffenheim    | Bundesliga     |
| Danny Ings        | Angleterre  | Transfert (7 millions d'euros)                               | Burnley                | Premier League |
| Divock Origi      | Belgique    | Retour de prêt                                               | Lille                  | Ligue 1        |
| Luis Alberto      | Espagne     | Retour de prêt                                               | Málaga                 | Liga BBVA      |
| Andre Wisdom      | Angleterre  | Retour de prêt                                               | West Bromwich Albion   | Premier League |
| Rafael Páez       | Espagne     | Retour de prêt                                               | Bologne FC             | Serie A        |
| Tiago Ilori       | Portugal    | Retour de prêt                                               | Bordeaux               | Ligue1         |
| Christian Benteke | Belgique    | Transfert (46.8 millions d'euros)                            | Aston Villa            | Premier League |
| Départs           |             |                                                              |                        |                |
| Glen Johnson      | Angleterre  | Fin de contrat                                               | Libre                  |                |
| Steven Gerrard    | Angleterre  | Transfert                                                    | Los Angeles Galaxy     | MLS            |
| Sebastián Coates  | Uruguay     | Transfert définitif                                          | Sunderland             | Premier League |
| Iago Aspas        | Espagne     | Transfert                                                    | Celta Vigo             | Liga BBVA      |
| Javier Manquillo  | Espagne     | Annulation du Prêt                                           | Atlético Madrid        | Liga BBVA      |
| Raheem Sterling   | Angleterre  | Transfert                                                    | Manchester City        | Premier League |
| Rickie Lambert    | Angleterre  | Transfert                                                    | West Bromwich Albion   | Premier League |